# Epiclerus guemenekus
Epiclerus guemenekus är en stekelart som beskrevs av Miktat Doganlar 2003. Epiclerus guemenekus ingår i släktet Epiclerus och familjen raggsteklar.
Artens utbredningsområde är Turkiet. Inga underarter finns listade i Catalogue of Life.